# 2010년 동계 올림픽 벨라루스 선수단
2010년 동계 올림픽 벨라루스 선수단은 캐나다 밴쿠버에서 개최된 2010년 동계 올림픽에 참가한 올림픽 벨라루스 선수단이다.

## 메달리스트
| 메달 | 이름              | 종목            | 세부종목      |
| ---- | ----------------- | --------------- | ------------- |
| 1    | 알렉세이 그리신   | 프리스타일 스키 | 남자 에어리얼 |
| 2    | 세르게이 노비코프 | 바이애슬론      | 남자 개인     |
| 3    | 다르야 돔라체바   | 바이애슬론      | 여자 개인     |

## 같이 보기
- 올림픽 벨라루스 선수단